# Liesbeth Staats
Elisabeth Christina Anthonia (Liesbeth) Staats (Leiderdorp, 23 mei 1973) is een Nederlands journaliste en presentatrice.

## Opleiding
Staats studeerde van 1992 tot 1998 Nederlandse taal- en letterkunde aan de Universiteit van Amsterdam.

## Carrière
Tot 2002 werkte Staats als verslaggever bij de lokale Amsterdamse omroep AT5.
Vervolgens werkte ze van 2000 tot 2007 als nieuwslezer bij het Jeugdjournaal. Ze begon als redacteur, maar reeds na drie maanden werd ze aangenomen als verslaggever. Op 1 januari 2001 was ze voor het eerst als verslaggever te zien. Al vrij snel werd ze ook invalpresentator bij het Jeugdjournaal. Dit deed ze door de jaren heen steeds meer en in haar laatste jaar was ze zelfs vaker presentator dan verslaggever. Tussendoor zette de NOS Staats ook geregeld in voor andere presentatieklussen. Zo presenteerde ze in 2004 samen met Floris Roubos het Space Journaal en deed ze in 2007 verslag van de geboorteaangifte van prinses Ariane. In 2004 deed ze verslag over de vloedgolven in Azië op 26 december 2004, waarvoor ze in 2005 de Cinekid publieksprijs won.
Na het Jeugdjournaal was Staats verslaggever en presentator bij de actualiteitenrubriek EenVandaag. Dit deed ze tot 2011, daarna werd ze verslaggever en presentator voor Brandpunt.
In 2011 richtte Staats een eigen productiebedrijf op; Staats TV en sloot ze zich aan bij The Media Sisters. Ze blijft echter wel werkzaam als freelance journalist- en presentatrice. In 2012 deed Staats mee aan Wie is de Mol? als verliezend finalist, waar ze als tweede eindigde, achter Hadewych Minis. In 2013 deed ze mee aan De Slimste Mens, waar ze als 6e eindigde.
In 2021 publiceerde ze haar boek Waarom vrouwen minder werken dan mannen.
In 2022 werd ze presentatrice bij BNR Nieuwsradio.

## Persoonlijk
Ze is getrouwd en heeft twee kinderen.

## Gepresenteerde programma's
- AT5 Nieuws, 1997-2000
- Jeugdjournaal, 2001-2007
- Space Journaal, 2004
- EenVandaag, 2007-2011
- Brandpunt, 2011-2018
- De Kennis van Nu, 2014-2015
- Nachtkijkers, NPO Radio 1, 2015
- Nooit meer slapen, NPO Radio 1, 2019
- Waarom werken vrouwen niet?, 2020[1]
- De Ochtend van 4, NPO Radio 4, vanaf september 2021[2]
- The Daily Move BNR Nieuwsradio met Kees Dorresteijn.